# 最高陸軍指揮部

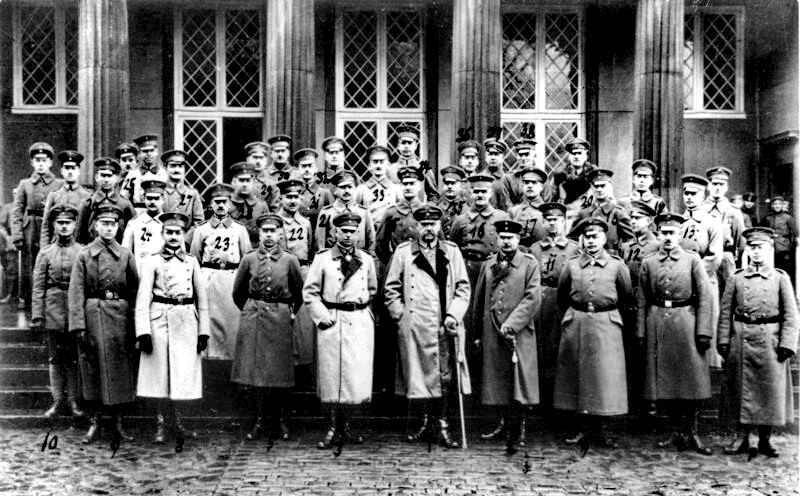
1918年11月，在威廉丘山地公园下最高陸軍指揮部成员的合影：
1. 保羅·馮·興登堡元帥； 2. 威廉·格羅納將軍； 3.菲利克斯·漢多夫將軍； 4. 冯·赫恩上校； 5. 阿爾布雷希特·馮·泰爾上校； 6. 冯·蒂肖維茨上校； 7. 阿爾弗雷德·馮·沃拉德-博克爾伯格少校； 8. 威廉·福佩爾中尉； 11. 埃里希·馮·奧爾德斯豪森中尉； 12. 克雷奇曼少校； 13.豪普特曼·海因里希·格奧爾格·格拉夫·芬克·馮·芬肯斯坦； 15. 奧托·馮·斯圖爾普納格爾中尉； 16. 路德維格少校； 17. 卡彭少校 ; 20.庫爾特·馮·施萊歇爾少校； 21. 埃里希·馮·德姆·布舍-伊彭堡少校； 22. 弗蘭茲·馮·帕彭少校；26. 冯·施瓦澤內克上尉； 27.庫爾特·馮·蒂普爾斯基希上尉； 29. 冯·戈斯勒上尉 ; 34. 馬克西米利安·馮·波塞克上尉；37. 冯·普洛茨上尉

最高陸軍指揮部（德语：Oberste Heeresleitung；简称 OHL）是第一次世界大战中统领德国陆军的最高阶层。德国的海军则由海战指挥部（Seekriegsleitung；简称SKL）统领。
按照当时的德国法律，德皇威廉二世是全体德军的最高统帅，但是最高陸軍指揮部的统帅多数都独立行事。在战争后期与结束时，最高陸軍指揮部实际上取代了政府，成为德国政治的中心。战争初期，最高陸軍指揮部与海战指挥部的合作很不协调，例如在陆军按照施里芬计划经比利时入侵法国前，海军对此计划毫不知情。
战争初期，最高陸軍指揮部的首长是德国总参谋部长赫尔穆特·约翰內斯·路德维希·冯·毛奇（小毛奇）。后来，由于德军在马恩河战役失利，毛奇惟有辞职，由普鲁士战争部长埃里希·冯·法金汉接任。法金汉采取“消耗战”战术，但是在凡尔登战役中该方略反映了它的局限性——德军未能彻底击败法军。

## 第三屆最高陸軍指揮部
1916年8月后，保罗·冯·兴登堡与埃里希·鲁登道夫领导的最高陸軍指揮部有时候也被称为第三屆最高陸軍指揮部。当时，鲁登道夫就任总指挥官（Generalquartiermeister），位置等同副参谋长，地位仅次于参谋总长兴登堡。二人曾在东普鲁士合作无间，赢得坦能堡战役与兩次马祖尔湖战役的胜利。他们实际上领导着一个军事与工业的独裁，将皇帝威廉二世和首相架空；而且，鲁登道夫当时是德军实际上的最高领导人，就连兴登堡也只是顺从他的建议行事。
第三屆最高陸軍指揮部犯下了政治与战略上的错误。德国民众渴望和平时，指挥仍然希望不計代价争取胜利，例如让列宁与他的伙伴由瑞士乘坐火车回到俄罗斯，企图让他在俄国发动革命，令俄国向德国求和，以期在西线取胜。结果，德国成功与后来的苏维埃政府签署布列斯特-立陶夫斯克条约。
但同时，在鲁登道夫支持下，德军发动了U潜艇战略，亦即无限制潜艇战，间接导致美国在1917年参战，造成日后德国“强弩之末”之势。
德军即将战败时，最高陸軍指揮部要求成立一个文官政府，以求与美国议和。10月28日，德国政府修改1871年定下的宪法，实行多年来拒绝接受的议会制，但是改革失败。其后德国革命爆发，德皇後来退位；随着德国的战败和魏玛共和国的成立，德意志帝国灭亡。
兴登堡与鲁登道夫在战争结束后散播刀刺在背传说之流言，声称德国被德国社民党、共产党人与犹太人等人出卖，令德军战败。

### 陸軍參謀總長
| 任數 | 圖像 | 軍階 名字 （生年 - 卒年）                             | 就任日        | 離任日        |
| ---- | ---- | ----------------------------------------------------- | ------------- | ------------- |
| 1    |      | 大將 赫爾穆特·約翰內斯·路德維希·馮·毛奇 （1848–1916） | 1906年1月1日  | 1914年9月14日 |
| 2    |      | 步兵上將 埃里希·馮·法金漢 （1861–1922）               | 1914年9月14日 | 1916年8月29日 |
| 3    |      | 元帥 保羅·馮·興登堡 （1847–1934）                     | 1916年8月29日 | 1919年7月3日  |

### 軍需總監
| 1 | 埃里希·魯登道夫 | 步兵上將 埃里希·魯登道夫 （1865–1937） | 1916年8月29日  | 1918年10月26日 |
| 2 | 威廉·格勒納     | 中將 威廉·格勒納 （1867–1939）         | 1918年10月30日 | 1919年7月15日  |